# Kampfgeschwader 26
Das Kampfgeschwader 26 war ein Verband der Luftwaffe der Wehrmacht im Zweiten Weltkrieg. Aufgrund seines Wappens wurde es auch Löwen-Geschwader genannt. Als Kampfgeschwader, ausgestattet mit Bombern, erst vom Typ Heinkel He 111, später mit der Junkers Ju 88 und der Junkers Ju 188, führte es Luftangriffe mit Bomben auf zugewiesene Ziele durch. Das Geschwader beteiligte sich am Überfall auf Polen, dem Unternehmen Weserübung, dem Westfeldzug, der Luftschlacht um England und dem Deutsch-Sowjetischen Krieg. Es spezialisierte sich ab 1942 vollends auf die Schiffsbekämpfung auf hoher See und versenkte Schiffe vom Nord- bis zum Mittelmeer und von der Nordsee bis zum Schwarzen Meer. Anfangs griff es Schiffe noch mit Bomben an, später verwendete es ausschließlich Lufttorpedos. Nach der bedingungslosen Kapitulation der Wehrmacht am 8. Mai 1945 wurde es aufgelöst.

## Aufstellung
Das Kampfgeschwader 26 entstand am 1. Mai 1939 nach dem neuen Benennungsschema der Luftwaffe aus dem am 1. April 1938 in Lüneburg aufgestellten Kampfgeschwader 257. Aus dem Geschwaderstab und der II./KG 257 entstanden am 1. Mai 1939 in Lüneburg der Stab und die II./KG 26. Zeitgleich bildete sich die I. Gruppe aus der I./KG 257 in Lübeck-Blankensee. Anfang 1940 entstand in Jesau die III./KG 26 und im August 1940 die IV. (Ergänzungs-)Gruppe in Lübeck-Blankensee.
Das Geschwader war anfangs mit der Heinkel He 111 ausgestattet. Im April 1942 rüstete die II. Gruppe als erste auf die Junkers Ju 88 um. Bis März 1944 war auch die I./KG 26, als letzte Gruppe des Geschwaders, mit diesem Flugzeugmuster ausgestattet. Im August 1944 erhielt die III./KG 26 die Junkers Ju 188. Die Geschwaderkennung war 1H.

## Gliederung
Der Geschwaderstab führte die I. bis IV. Gruppe, die wiederum in Staffeln unterteilt waren. Die 1. bis 3. Staffel gehörte der I. Gruppe, die 4. bis 6. Staffel der II. Gruppe, die 7. bis 9. Staffel der III. Gruppe und die 10. bis 12. Staffel der IV. Gruppe an. Jede Staffel, geführt durch ein Staffelkapitän, war in drei Schwärme mit je vier Flugzeugen unterteilt. Daraus ergab sich eine Sollstärke der Bombergruppe von 36 Flugzeugen in den drei Staffeln + ein Flugzeug für den Gruppenkommandeur. Dies ergab bei vier Bombergruppen eine Sollstärke von 148 Flugzeugen, + 4 Flugzeuge für den Geschwaderkommodore und seinen Stab. Daraus ergibt sich eine Sollstärke von 152 Flugzeugen. Die IV. Gruppe war eine Ergänzungsgruppe und nahm in der Regel nicht an Kampfeinsätzen teil. In ihr wurden frisch ausgebildete oder rekonvaleszente Flieger eine Zeitlang an die Frontbedingungen gewöhnt und geschult, bevor sie in eine der drei Einsatzgruppen wechselten. Darum hatte sie meist ihren Standort in der Heimatbasis des jeweiligen Geschwaders.

## Geschichte

### Überfall auf Polen

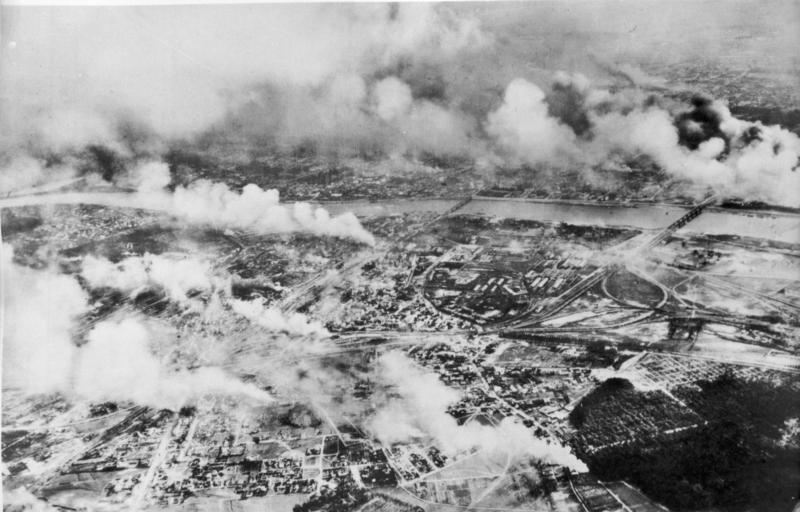
Luftaufnahme des brennenden Warschau, September 1939

Der Stab und die II. Gruppe des Kampfgeschwader 26 (II./KG 26) nahmen im Rahmen der 1. Flieger-Division der Luftflotte 1 im Nordabschnitt der Front am Überfall auf Polen teil. Anfangs lagen sie auf dem Fliegerhorst Gabbert (Lage) und wechselten am 7. September nach Neudorf (Lage) und Nieder-Ellguth (Lage). Damit einher ging auch ein Wechsel in der Unterstellung hin zur 2. Flieger-Division der Luftflotte 4 im Süden der Front. Die II. Gruppe führte mit 35 Heinkel He 111H-1 und H-2, davon 31 einsatzbereit, die ersten Luftangriffe durch. Dieser Bomber hatte je zwei Jumo 211 A-1 oder Jumo 211 A-3 Motoren die je 1000 PS leisteten und ihm eine Höchstgeschwindigkeit von 390 km/h und eine Bombenlast von 2000 kg verliehen. Die ersten Luftangriffe zwischen dem 2. und 4. September galten Zielen rund um Poznań, wo Eisenbahnziele und polnische Truppenkonzentrationen bombardiert wurden. Damit unterstützte es den Vormarsch der 4. Armee. Anschließend bekämpfte die II. Gruppe Flugplätze im Bereich Łódź und Warschau. Ab dem 7. September intervenierte sie im Bereich der 14. Armee und griff Transportverbindungen im Bereich von Lwów an. Ab dem 12. September war der Einsatz für die beiden Geschwaderteile beendet. Die I. Gruppe befand sich währenddessen in Lübeck-Blankensee, wo sie der 4. Fliegerdivision der Luftflotte 2 unterstellt war.

### Schiffsbekämpfung 1939 bis 1940
Der Geschwaderstab, die 1. Staffel und die II. Gruppe versammelten sich bis Oktober 1939 auf dem Fliegerhorst Westerland (Lage) auf Sylt und die 2. und 3. Staffel gingen ab dem 25. September auf den Fliegerhorst Schleswig. (Lage) Von dort sollte das Geschwader den feindlichen Schiffsverkehr in der Nordsee bekämpfen. Dazu war es der 4. Flieger-Division der Luftflotte 2 unterstellt. Die I. Gruppe flog vom 1. September an Aufklärungsflüge bis zur Themsemündung und entlang der englischen Ostküste. Dabei sichtete die 1. Staffel am 26. September nachmittags den britischen Flugzeugträger Ark Royal und griff ihn mit mehreren 2000 kg Bomben an, die aber alle ihr Ziel verfehlten. Am 28. Oktober schossen mehrere Spitfire der No. 603 und No. 602 Squadron nahe dem Firth of Clyde eine He 111 des Geschwaderstabes mit dem Kennzeichen 1H+JA ab. Dies war der erste Abschuss eines deutschen Flugzeugs auf der britischen Insel nach Kriegsbeginn. In der Nacht vom 22. zum 23. Februar bombardierte es im Seegebiet der Doggerbank irrtümlich die deutschen Zerstörer Leberecht Maass, Max Schultz, Richard Beitzen, Theodor Riedel, Erich Koellner und Friedrich Eckoldt, die zum Unternehmen Wikinger ausgelaufen waren. Durch drei direkte Bombentreffer auf Leberecht Maass wurde der Kapitän des Bootes, Korvettenkapitän Bassenge getötet. Aufgrund des Angriffs gerieten Leberecht Maass und Max Schultz in eine britische Minensperre und versanken unter dem Verlust von 590 Toten. Weiterhin wurde am 1. März 1940 der norwegische Frachter Vestfoss südöstlich der Insel Copinsay versenkt und nahe der Isle of Wight das britische Passagierschiff Domala so schwer getroffen, dass es in Brand geriet. Am 16. März 1940 erfolgte ein Angriff auf den britischen Flottenstützpunkt Scapa Flow (Lage). Neben Luftangriffen auf Flakstellungen und die Flugplätze Stromness, Barthhouse und Kirkwall wurden auch das auf Grund festsitzende alte Schlachtschiff Iron Duke und der Schwere Kreuzer Norfolk beschädigt.

### Überfall auf Dänemark und Norwegen
Danach wurde das gesamte Geschwader dem X. Fliegerkorps zugeteilt, um ab dem 9. April 1940 am Überfall auf Dänemark und Norwegen teilzunehmen. Es lag nacheinander auf den Plätzen in Aalborg-West (Lage), Stavanger-Sola (Lage) und Trondheim-Vaernes (Lage). Die I. Gruppe griff am 9. April Schiffe der norwegischen Marine und die Küstenbatterien in Kristiansand und im Oslofjord an. Einen Tag später bombardierte sie den Hafen von Scapa Flow, um ein Eingreifen der britischen Home Fleet zu verhindern. Da große Teile der britischen Kriegsschiffe schon in See gestochen waren, brachte der Luftangriff nichts. Der II. Gruppe gelang es am 9. April, eine britische Kriegsschiffgruppe, bestehend aus den Kreuzern Aurora, Manchester, Southampton, Sheffield und Glasgow und den Zerstörern Afridi, Gurkha, Sikh, Mohawk, Somali, Matabele, Mashona, südwestlich von Bergen aufzuspüren. Zusammen mit 47 Junkers Ju 88 des Kampfgeschwaders 30 und griffen die 41 Heinkel He 111 der II. Gruppe an und versenkten den Zerstörer Gurkha (Lage) während die Leichten Kreuzer Southampton und Glasgow beschädigt wurden. Weitere Luftangriffe der I. Gruppe galten am 17. April dem Schweren Kreuzer Suffolk der zusammen mit den Zerstörern Kipling, Juno, Janus und Hereward vor Stavanger kreuzte und den Flughafen Stavanger-Sola beschoss. Später, ab 7. Juni griff sie in die Erdkämpfe der Schlacht um Narvik ein. Die II. Gruppe beschädigte am 18. April bei Narvik, das britische Schlachtschiff Warspite leicht. Am 9. Juni versenkte sie westlich von Bodo die beiden norwegischen Transporter Ariadne (Lage) und Prins Olav (Lage) und griff ohne Erfolg die Ark Royal an. Die III. Gruppe beteiligte sich während dieser Zeit sowohl an Luftangriffen auf norwegische und alliierte Bodentruppen als auch an maritimen Angriffen. Insgesamt verlor das Geschwader zwischen dem 9. April und 9. Juni 40 Flugzeuge.

### Westfeldzug
Mit der Kapitulation Norwegens am 10. Juni 1940 endete das Unternehmen Weserübung. Das Geschwader blieb auf seinen Basen im besetzten Norwegen und griff von hier aus in den Westfeldzug ein. Der Geschwaderstab, die I. und die III. Gruppe waren dem Fliegerführer Trondheim unterstellt und in Trondheim-Vaernes stationiert, während die II. Gruppe dem X. Fliegerkorps zugeteilt war und von Aalborg-West abflog. Beide übergeordneten Kommandobehörden unterstanden der Luftflotte 5, welche von Dänemark und Norwegen den Kampf gegen die Westmächte führte.

### Luftschlacht um England
Bei der Luftschlacht um England blieb es unter dem Kommando des X. Fliegerkorps der Luftflotte 5 und griff von südnorwegischen Basen und dem dänischen Alborg-West in die Kämpfe ein. Ab August/September 1940 wechselte das gesamte Geschwader in den besetzten Teil Frankreichs auf die Plätze Beauvais (Stab, I. Gruppe), Amiens (II. Gruppe, Lage) und Poix-Nord (III. Gruppe, Lage). Dort blieben sie bis Anfang 1941 stationiert.

### Schiffsbekämpfung 1941 bis 1942

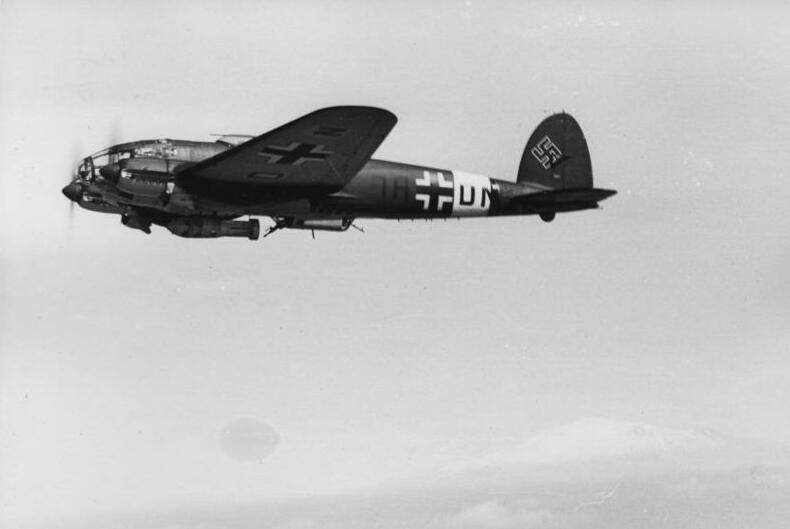
Heinkel He 111 des Kampfgeschwaders 26 mit einer SC-1000-Bombe unter dem Rumpf

Die I. Gruppe ging im Februar 1941 auf den Fliegerhorst Aalborg-West zurück, um von hier aus den Schiffsverkehr in der Nordsee entlang der englischen Ostküste zu bekämpfen. Ab März war sie dem Fliegerführer Nord der Luftflotte 5 unterstellt. Bis zum 15. Juni hatte sie nach eigenen Angaben Frachtschiffe mit 436.186 BRT versenkt.
Die II. Gruppe verlegte im Januar 1941 nach Sizilien und griff von Catania (Lage), später von Comiso (Lage) aus, die britische Kronkolonie Malta und Ziele in Ägypten (Suezkanal, Rotes Meer) an. Dabei versenkte sie am 31. Januar 1941, vor Marsa Matruk, den britischen Minensucher Huntley (Lage) und bei Sidi Barani den ägyptischen Transporter Solloum mit 250 italienischen Kriegsgefangenen an Bord.
Anschließend verlegte sie ab Mai 1941 nach Griechenland und nahm an der Eroberung Kretas teil. Dazu war sie dem VIII. Fliegerkorps der Luftflotte 4 unterstellt. Die Abflugbasen waren Eleusis (Mai bis November, Lage) und Kalamaki (November bis März 1942, Lage). In der Nacht vom 3. zum 4. August griff die II. Gruppe den Hafen von Suez, an der Mündung des Roten Meeres an, versenkte den belgischen Frachter Escaut, beschädigte den belgischen Tanker Alexandre André und den britischen Tanker Desmoulea. Anfang Oktober gelang es ihr südlich von Suez die Frachter Thistlegorm (Lage) und Rosalie Moller zu versenken und die Salamaua zu beschädigen. Die II. Gruppe blieb bis 1944 im Mittelmeerraum stationiert und wurde im Mai 1942 auf Lufttorpedoeinsatz umgeschult.

### Deutsch-Sowjetischer Krieg
Mit Beginn des Deutsch-Sowjetischen Krieges kämpfte die III./KG 26 ab Ende Juli 1941 im Osten. Erste Basis war Brest-Litowsk (Lage), ab September Bobruisk (Lage) und ab Dezember Seschtschinskaja (Lage), alle im Mittelabschnitt gelegen. Bei der am 2. Oktober beginnenden Schlacht um Moskau war sie dem II. Fliegerkorps der Luftflotte 2 unterstellt. Im Februar 1942 endete für die III. Gruppe der Einsatz an der Ostfront. Ab Dezember 1941 verlegte auch die I. Gruppe ins finnische Petsamo (Lage), im äußersten Norden der Ostfront. Die 6. Staffel der II. Gruppe hielt sich ab Dezember 1941 in Saki (Lage) auf der Krim auf. Von März bis Mai 1942 kam die 7. Staffel der III. Gruppe mit hinzu und von April bis September lag die gesamte II. Gruppe auf der Krim, wo sie dem Fliegerführer Süd unterstellt war. Sie intervenierte mit 42 vorhandenen Heinkel He 111H-6 beim Unternehmen Trappenjagd und störte den Schiffsverkehr im Asowschen und im Schwarzen Meer und in der Straße von Kertsch. Bei der folgenden Schlacht von Sewastopol sollte sie den Schiffsverkehr zwischen der eingeschlossenen Festung Sewastopol und der kaukasischen Küste unterbinden und die sowjetische Schwarzmeerflotte dezimieren. Die Bomber waren inzwischen mit dem Suchradar FuG 200 ausgestattet mit dem Kriegsschiffe in bis zu 70 km Entfernung geortet werden konnten. Am 2. August erwischte die 6. Staffel den sowjetischen Kreuzer Molotow, der zuvor die von der Wehrmacht besetzte Stadt Feodossija beschossen hatte, auf der Rückfahrt. Durch mehrere Bombentreffer wurden 20 Meter des Vorschiffs der Molotow abgetrennt. Die Molotow blieb jedoch schwimmfähig und konnte sich in den Hafen von Poti retten. Dort wurde sie bis November 1945 repariert.

### Schiffsbekämpfung 1942 bis 1945
1942
Im Februar 1942 wurde die III. Gruppe neu mit der Heinkel He 111 H-6 ausgerüstet. Diese hatte, mit den zwei Jumo 211 D Motoren, im Vergleich zur H-1 und H-2, insgesamt 400 PS mehr Leistung, eine um 10 km/h verbesserte Höchstgeschwindigkeit und eine um 500 kg erhöhte Bombenlast. Anschließend wurde sie nach Grosseto verlegt, wo die Ausbildung zum Einsatz mit dem Lufttorpedo erfolgte.

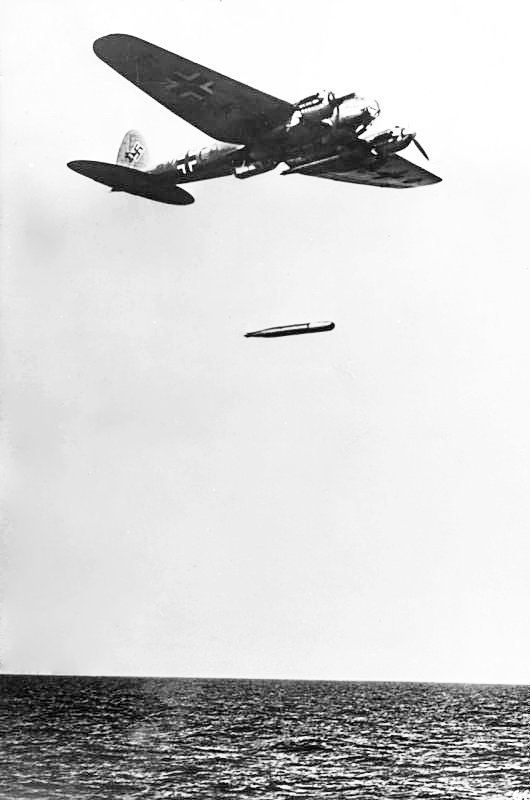
Heinkel He 111H-6 des KG 26 mit Lufttorpedo

Die I. Gruppe de Kampfgeschwaders 26 griff unter dem Befehl des Fliegerführers Lofoten ab März 1942 von Bardufoss (Lage) in Nordnorwegen alliierte Nordmeergeleitzüge an. Ab Juni 1942 griff auch die III. Gruppe, die dem Fliegerführer Nord (Ost) unterstellt war, von Banak (Lage) aus in diese Kämpfe mit ein. Diese hatte im Juni auf die Junkers Ju 88 umgestellt und führte 32 Ju 88A-4 und 2 Ju 88D-1 in ihrem Bestand. Die Ju 88A-4 stellte gegenüber der He 111H-6 eine deutliche Verbesserung da, hatte sie doch mit ihren zwei Jumo 211 J Motoren eine um 440 PS höhere Startleistung von nun 2840 PS. Dadurch ergab sich eine um 100 km/h bessere Höchstgeschwindigkeit auf jetzt 500 km/h und eine Bombenlast von bis zu 3000 kg. Die I. und die II. Gruppe erhielten die Ju 88 erst im Juli 1944 und im August 1943.
Am 2. Mai 1942 griffen Flugzeuge der I. Gruppe den Geleitzug PQ 15 mit Lufttorpedos an, versenkten die Frachter Botavon und Cape Corso und beschädigten die Jutland, die am 3. Mai von U 251 versenkt wurde. Beim folgenden Geleitzug PQ 16 versenkten Flugzeuge der I. Gruppe den Frachter Lowther Castle. Am 5. Juli 1942 führte die I. Gruppe, mit 25 He 111-6 LT, einen Torpedoangriff gegen den Geleitzug PQ 17 durch. Bei Verlust von drei Flugzeugen versenkte sie den Frachter Navarino und beschädigte weitere, die später von U-Booten versenkt wurden. Dabei wurde die He 111H-6 (Kennzeichen 1H+GH) des Leutnants Konrad Hennemann, die direkt an der Versenkung der Navarino beteiligt war, abgeschossen und stürzte ins Meer. Hennemann, der mit seiner Besatzung vermisst blieb, erhielt am 3. September 1942 posthum das Ritterkreuz des Eisernen Kreuzes.
Der größte Angriff dieser Art erfolgte beim Angriff auf den Geleitzug PQ 18 im September 1942. Am 13. September griffen die I. und III. Gruppe, zusammen mit Flugzeugen des Kampfgeschwaders 30, mehrfach an und versenkten die Frachtschiffe Wacosta (Lage), Oregonian (Lage), Macbeth, Africander, Empire Stevenson (Lage), Empire Beaumont, John Penn (Lage) und den sowjetischen Frachter Sukhona. Zum Schutz des Geleitzuges vor Luftangriffen fuhr der Geleitflugzeugträger Avenger mit Jagdflugzeugen vom Typ Sea Hurricanes im Geleit mit. Dadurch erlitten beide Gruppen des Geschwaders bei mehreren Angriffen schwere Verluste. Bei der I./KG 26 gingen insgesamt zwölf Flugzeuge und sieben Besatzungen, bei der III./KG 26 acht Flugzeuge und sieben Besatzungen verloren.
1943
Im November 1942, nach der Landung der US-Amerikaner an der nordafrikanischen Küste, wechselte die I. und III. Gruppe in das italienische Grosseto (Lage). Die II. Gruppe wechselte im Dezember ebenfalls, von Griechenland kommend, nach Grosseto, so dass das gesamte Geschwader hier versammelt war. Ende Januar befanden sich die I. und die II. Gruppe auf Sardinien (Decimomannu (Lage) und Villacidro (Lage)), wo sie dem Fliegerführer Sardinien unterstellt waren. Sie waren mit der Heinkel He 111H-6 und die III. Gruppe mit der Junkers Ju 88A-4 ausgestattet. Bei Aufklärungsflügen über dem westlichen Mittelmeer und gezielten Angriffen auf Schiffskonvois wurden wiederholt Schiffe mit Lufttorpedos versenkt. So am 20. Januar 1943 der britische Frachter Hampton Lodge, am 29. Januar das britische Flakschiff Pozarica (Lage) und am 6. Februar die kanadische Korvette Louisburg (Lage). So griffen Heinkel He 111H-6 LT der I. Gruppe, am 23. März, nördlich von Cap Ténès, den Geleitzug KMF 11 an. Dabei trafen sie den britischen Truppentransporter Windsor Castle (Lage) mit mehreren Torpedos. Da das Schiff sehr langsam sank, konnten bis auf einen, alle 290 Besatzungsmitgliedern und alle 2699 Soldaten an Bord gerettet werden.
Die I., II. und die III. Gruppe verlegten im Mai 1943 nach Südfrankreich auf die Fliegerhorste Montpellier (Lage) und Salon-de-Provence (Lage). Die Aufgabe blieb indes die gleiche. Wiederum sollten Aufklärungsflüge über dem westlichen Mittelmeer durchgeführt, und Schiffe mit Torpedos angegriffen werden. Am 13. August entdeckten Teile des Geschwaders auf der Suche nach dem gemeldeten Geleitzug UGS 13 stattdessen den Geleitzug MKS 21. Dieser Geleitzug, der nahe der Alboraninsel aufgespürt wurde griffen die Bomber mit Lufttorpedos an und beschädigten den britischen Frachter Empire Haven und den US Frachter Francis W. Pettygrove. Dabei starben 264 deutsche Kriegsgefangene auf den beschädigten Schiffen. Am 21. Oktober griffen Heinkel He 111H-11 der 3. Staffel bei Kap Tenes den Geleitzug MKS 28 an und versenkten mit Torpedos den britischen Frachter Saltwick und den US-Frachter Tivives. Dabei stürzte die He 111H-11 (Kennzeichen 1H+TL) des Staffelkapitäns nach Treffern von Flakgeschützen ins Meer. Hauptmann Walter Hildebrand und seine Besatzung blieben vermisst. Hildebrand erhielt am 6. April 1944 posthum das Ritterkreuz des Eisernen Kreuzes.
Am 6. November folgte ein Angriff auf den Geleitzug KMF 25A mit 35 Flugzeugen, bei dem der US-Zerstörer Beatty (Lage), sowie die Truppentransporter Santa Elena und Marnix van St. Aldegonde (Lage) mit Lufttorpedos versenkt wurden. Am 11. November griffen die I. und die III. Gruppe mit zusammen 40 Torpedoflugzeugen und die II. Gruppe des Kampfgeschwaders 100 mit 16 Flugzeugen, wieder vor der algerischen Mittelmeerküste, einen alliierten Geleitzug an. Der Geleitzug KMS 31 verlor durch Torpedoangriffe die Frachter Birchbank, Indian Prince und Carlier (Lage). Der ebenfalls torpedierte Frachter Nivose sank nach einer Kollision. Insgesamt gingen sieben Flugzeuge verloren.
1944
Am 22. Januar, nach der Landung der Alliierten bei Anzio und Nettuno, verlegten Teile der I. und der III. Gruppe nach Picenca Von dort aus attackierten sie alliierte Schiffe im Landungsraum.

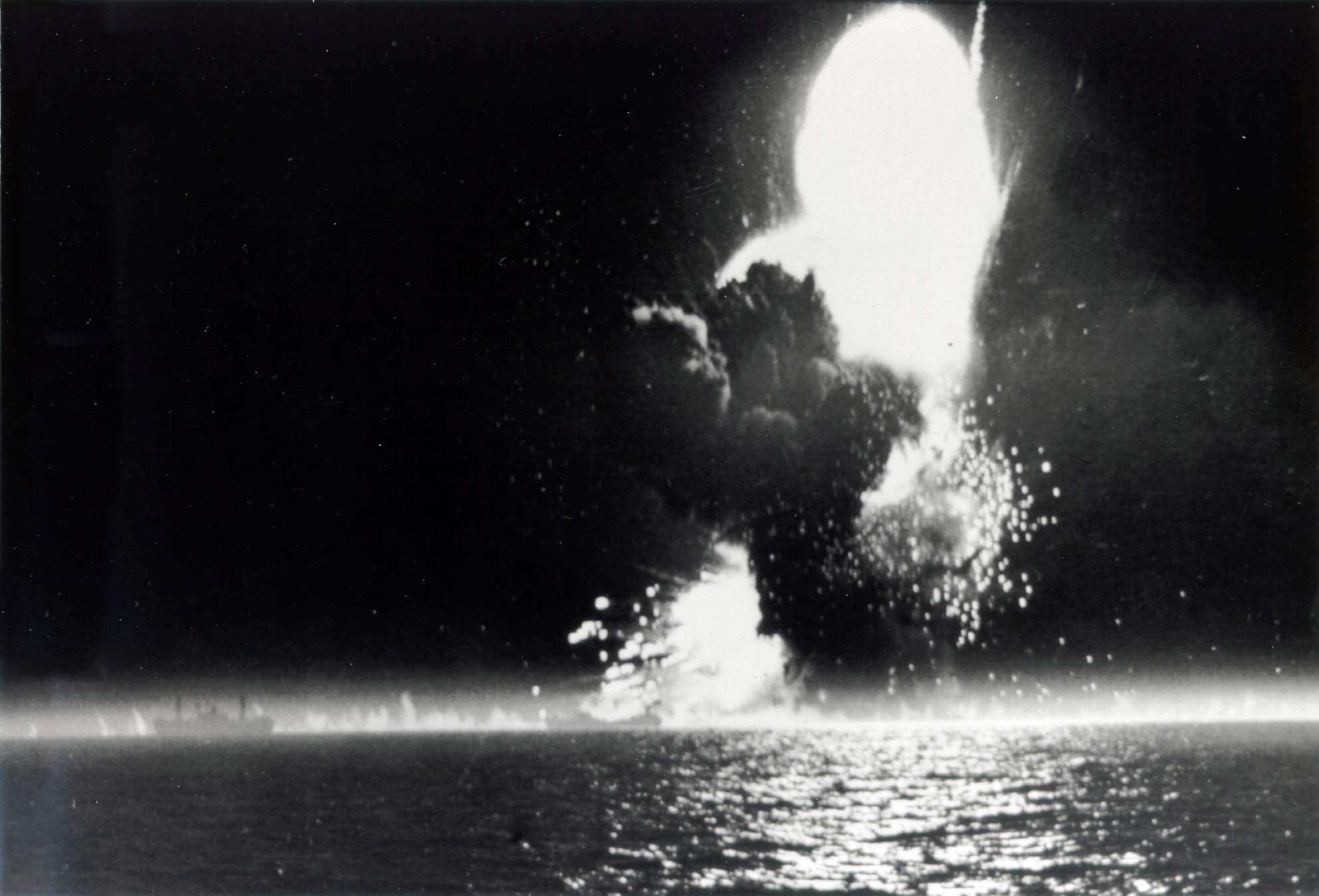
Frachter Paul Hamilton explodiert nach Torpedotreffer

In der Nacht zum 21. April 1944 griffen etwa 60 Torpedo-Flugzeuge der III./KG 26 und der I. und III./KG 77 den alliierten Geleitzug UGS 38 mit 87 Schiffen an. Dabei versenkten sie den Zerstörer USS Lansdale und die Frachter Royal Star und Paul Hamilton. (Lage) An Bord der Paul Hamilton befanden sich, zusätzlich zur Besatzung, 504 Soldaten des 831st Bombardment Squadron und der 32nd Photo Reconnaissance Squadron der Royal Air Force. Außerdem hatte sie noch etwa 1600 t Munition und Bomben geladen. Nach einem Torpedotreffer explodierte das Schiff mit einer 400 m hohen Stichflamme und Trümmer wurden zwei Kilometer weit geschleudert. Dabei wurden alle 580 Menschen an Bord getötet. Am 11. Mai wurde erneut ein UGS-Konvoi erfasst. Insgesamt 62 Flugzeuge der I. und III./KG 26 sowie der I./ und III./KG 77 griffen den Geleitzug UGS 40 in vier Angriffswellen an. Ein Teil der Angreifer wurde von landgestützten alliierten Jagdflugzeugen vom Typ Beaufighter abgefangen, die 19 Torpedoflugzeuge abschossen. Der Geleitzug erlitt keine Verluste. Bei einem neuen Einsatz, am 30. Mai, gegen den Geleitzug UGS 42 wurde ein Schiff (Frachter Nordeflinge) unter Verlust von fünf Flugzeugen versenkt.
Bei Beginn der alliierten Invasion in Nordfrankreich, am 6. Juni 1944, unterstand der Stab, die II. und die III. Gruppe mit der Junkers Ju 88A-17 immer noch der 2. Fliegerdivision der Luftflotte 3 in Südfrankreich. Die I. Gruppe kam im Juli ebenfalls mit der Junkers Ju 88A-17 nach Südfrankreich zurück. Als dann auch am 15. August 1944, die alliierte Landung in Südfrankreich erfolgte, verlegte das Geschwader nach Süddeutschland, auf die Plätze München-Riem, Kaufbeuren und Neubiberg.
Im September/Oktober 1944 wechselten die Geschwadergruppen nach Norwegen zu den Basen Banak, Bardufoss und Trondheim. Dort unterstanden sie dem Fliegerführer 5 der Luftflotte 5. Die III. Gruppe war inzwischen mit der Junkers Ju 188A-3 ausgestattet. Diese hatte zwei Jumo 213A Motoren die je 1750 PS leisteten. Damit war eine Höchstgeschwindigkeit von 525 km/h bei einer Bombenlast 3000 kg möglich. Am 12. Dezember griff die I./KG 26 den Geleitzug RA 62, konnte aber trotz des Verlustes zweier Flugzeuge nichts erreichen.
1945
Am 10. Januar verfügte das Geschwader im Stab und der Stabsstaffel über 11, in der I. Gruppe über 30 und in der II. und III. Gruppe jeweils über 37 Junkers Ju 88. Die I. und II. Gruppe erlitten im Februar 1945 beim Luftangriff auf den Geleitzug JW 64, einen Verlust von zwölf Flugzeugen ohne Schiffsversenkungen zu erreichen. Am 23. Februar versenkte das Geschwader bei eigenen Verlusten von sechs Flugzeugen den Frachter Henry Bacon (Lage) aus dem Geleitzug RA 64. Dieser war das letzte von deutschen Flugzeugen im Zweiten Weltkrieg versenkte Schiff. Das Kriegsende im Mai 1945 erlebten der Stab, die II. und III. Gruppe auf dem norwegischen Fliegerhorst Trondheim-Vaernes. Lediglich die I. Gruppe war im dänischen Vejle-Vandel stationiert und führte von hier aus Versorgungs- und Verwundetenflüge durch.

## Kommandeure

### Geschwaderkommodore
| Dienstgrad     | Name                 | Zeit                                    |
| -------------- | -------------------- | --------------------------------------- |
| Generalmajor   | Hans Siburg          | 1. Mai 1939 bis 28. September 1939      |
| Oberst         | Robert Fuchs         | 29. September 1939 bis 15. Oktober 1940 |
| Oberst         | Alexander Holle      | 15. Oktober 1940 bis Juni 1941          |
| Oberst         | Ernst-August Roth    | 2. Dezember 1941 bis 6. Januar 1942     |
| Oberst         | Martin Harlinghausen | 6. Januar 1942 bis 14. November 1942    |
| Oberst         | Karl Stockmann       | 15. November 1942 bis 31. Januar 1943   |
| Oberstleutnant | Werner Klümper       | 1. Februar 1943 bis 30. November 1944   |
| Oberstleutnant | Wilhelm Stemmler     | 30. November 1944 bis Januar 1945       |
| Oberstleutnant | Georg Teske          | Februar 1945 bis 8. Mai 1945            |

### Gruppenkommandeure
I. Gruppe
- Major Walter Loebel, 1. Mai 1939 bis 28. September 1939[56]
- Oberstleutnant Hans Alefeld, 17. Oktober 1939 bis 10. April 1940[57]
- Oberstleutnant Hermann Busch, 10. April 1940 bis 1. März 1942[58]
- Major Kurt Dobratz (i. V.): 14. Mai 1941 bis 19. Juni 1941
- Hauptmann Bert Eicke (i. V.), 1. März 1942 bis 5. Juli 1942[59]
- Major Werner Klümper, 5. Juli 1942 bis 31. Januar 1943[60]
- Hauptmann Herbert Vater, 1. März 1943 bis Juli 1943[61]
- Hauptmann Klaus Toball (i. V.), Juli 1943 bis 21. August 1943[62]
- Hauptmann Siegfried Eitel Friedrich von Rabenau, 21. August 1943 bis 11. November 1943[63]
- Hauptmann Joachim Müller, 12. November 1943 bis 20. Juli 1944[64]
- Major Willi Sölter, 20. Juli 1944 bis Februar 1945[65]

II. Gruppe
- Oberstleutnant Joachim von Busche, 1. Mai 1939 bis Oktober 1939[66]
- Oberstleutnant Hans Hefele, Oktober 1939 bis 3. April 1940[67]
- Major Martin Vetter, 6. April 1940 bis 20. August 1940[68]
- Major Eckhard Christian, 21. August 1940 bis 31. Dezember 1940[69]
- Major Helmut Bertram, 1. Januar 1941 bis 17. Januar 1941[70]
- Hauptmann Robert Kowalewski, 18. Januar 1941 bis 14. Mai 1941
- Major Horst W. Beyling, 15. Mai 1941 bis 11. Februar 1943[71]
- Major Georg Teske, 12. Februar 1943 bis 10. August 1944[72]
- Major Otto-Friedrich Werner, 11. August 1944 bis 2. Dezember 1944[73]
- Major Rudolf Schmidt, 3. Dezember 1944 bis 8. Mai 1945[74]

III. Gruppe
- Major Viktor von Loßberg, 1. November 1939 bis 31. Mai 1940
- Major Karl Wolfien, 1. Juni 1940 bis Februar 1941[75]
- Major Viktor von Loßberg, Februar 1941 bis 30. August 1941[76]
- Major Georg-Waldemar Lerche, 1. September 1941 bis Oktober 1941[77]
- Major S. Böhme, Oktober 1941 bis 15. Dezember 1941[78]
- Oberstleutnant Hellmut Schalke, 15. Dezember 1941 bis Februar 1942[79]
- Hauptmann Ernst-Heinrich Thomsen, Februar 1942 bis 21. Juli 1942[80]
- Hauptmann Heinrich Möller, 22. Juli 1942 bis September 1942[81]
- Major Karl-Ferdinand Hielscher, September 1942 bis November 1942[82]
- Major Horst Kayser, November 1942 bis 19. Dezember 1942[83]
- Hauptmann Klaus-Wilhelm Nocken, 20. Dezember 1942 bis 17. Februar 1944[84]
- Major Ernst-Heinrich Thomsen, 18. Februar 1944 bis Oktober 1944[85]
- Major Wolrad Harseim, Oktober 1944 bis 8. Mai 1945[86]

IV. Gruppe
- Major Franz Ziemann, 22. März 1941 bis 6. Oktober 1941[87]
- Major Fritz Gehring, 7. Oktober 1941 bis 17. Februar 1944[88]
- in Vertretung: Major Otto-Friedrich Werner, 15. Oktober 1943 bis 11. August 1944
- Major Klaus-Wilhelm Nocken, 18. Februar 1944 bis 6. September 1944[89]

## Auszeichnungen
Bekannte Träger des Ritterkreuz des Eisernen Kreuzes oder höherer Stufen des Kampfgeschwaders 26.
| Name                       | Dienstgrad    | Einheit    | Ritterkreuz   |
| -------------------------- | ------------- | ---------- | ------------- |
| Betke, Siegfried           | Oberleutnant  | 9./KG 26   | 8. Aug. 1944  |
| Franken, Werner †          | Oberleutnant  | I./KG 26   | 24. März 1943 |
| Fuchs, Robert              | Oberst        | Stab/KG 26 | 6. Apr. 1940  |
| Gehring, Friedrich-Wilhelm | Hauptmann     | 7./KG 26   | 28. Feb. 1945 |
| Hennemann, Konrad †        | Leutnant      | 1./KG 26   | 3. Sep. 1942  |
| Hildebrand, Walter †       | Hauptmann     | I./KG 26   | 6. Apr. 1944  |
| Jente, Heinz               | Oberleutnant  | 2./KG 26   | 29. Okt. 1943 |
| Klümper, Werner            | Major         | Stab/KG 26 | 29. Aug. 1943 |
| Kramer, Rudolf             | Hauptmann     | IV./KG 26  | 18. März 1945 |
| Kuntze, Albrecht           | Oberleutnant  | 6./KG 26   | 16. Mai 1940  |
| Kunze, Herbert             | Oberfeldwebel | 8./KG 26   | 9. Nov. 1944  |
| Lossberg, Viktor von       | Major         | III./KG 26 | 17. Okt. 1941 |
| Nocken, Klaus-Wilhelm      | Major         | III./KG 26 | 29. Okt. 1943 |
| Peters, Gerhard            | Oberleutnant  | 12./KG 26  | 6. Apr. 1944  |
| Renz, Gerhard              | Oberfeldwebel | II./KG 26  | 31. Juli 1940 |
| Schmidt, Rudi              | Hauptmann     | II./KG 26  | 28. März 1945 |
| Schwerin, Albert von       | Leutnant      | 1./KG 26   | 31. Juli 1940 |
| Sölter, Willi              | Hauptmann     | I./KG 26   | 19. Aug. 1944 |
| Teske, Georg               | Major         | I./KG 26   | 31. Okt. 1944 |
| Thomsen, Ernst-Heinrich    | Major         | III./KG 26 | 24. Okt. 1944 |
| Trost, Ewald               | Hauptmann     | 12./KG 26  | 15. Juni 1944 |
| Vetter, Martin             | Major         | II./KG 26  | 16. Mai 1945  |
| Voss, Reimer               | Hauptmann     | 4./KG 26   | 12. März 1945 |

## Bekannte Geschwaderangehörige
- Hermann Aldinger (1907–1993), war von 1961 bis 1963, als Generalmajor der Luftwaffe der Bundeswehr, Kommandeur der 1. Luftwaffendivision
- Helmut Bertram (1907–1999), war von 1964 bis 1966, als Brigadegeneral  der Luftwaffe der Bundeswehr im Hauptquartier der Fourth Allied Tactical Air Force tätig
- Hermann Josef von dem Bongart (1897–1952), war Sportschütze und Vize-Weltmeister im Wurfscheibenschießen
- Hermann Busch (1902–1976), war von 1958 bis 1961, als Brigadegeneral der Luftwaffe der Bundeswehr, erster Amtschef des Luftwaffenamtes
- Roderich Cescotti (1919–2015), war Generalmajor der Luftwaffe der Bundeswehr und Buchautor
- Rolf Dräger (?–1970), war von 1949 bis 1960 Professor an der Technischen Hochschule in Karlsruhe und Direktor des Instituts für Fördertechnik
- Hans-Werner Grosse (1922–2021), war ein deutscher Segelflieger
- Martin Harlinghausen (1902–1986), war von 1957 bis 1961, als Generalleutnant der Luftwaffe der Bundeswehr, Befehlshaber der Luftwaffengruppe Nord
- Hans Hefele (1905–1973), war von 1960 bis 1963, als Kapitän zur See der Bundesmarine der Bundeswehr, Kommandeur der Marineflieger
- Ottmar Hollmann (1915–2005), war ein Bildhauer und Grafiker
- Viktor von Loßberg (1904–1983), entwickelte im Zweiten Weltkrieg das Zahme-Sau-Nachtjagdverfahren und war von 1956 bis 1958, als Oberst der Luftwaffe der Bundeswehr, Amtschef im Materialamt der Luftwaffe
- Karl Wolfien (1906–1968), war von 1960 bis 1963, als Brigadegeneral der Luftwaffe der Bundeswehr, Leiter des Materialamtes der Luftwaffe